# فروهنسدورف
فروهنسدورف (به آلمانی: Frohnsdorf) یک شهر در آلمان است که در اتنبرگر لند واقع شده‌است. فروهنسدورف ۳۲۲ نفر جمعیت دارد.